# David Feiss

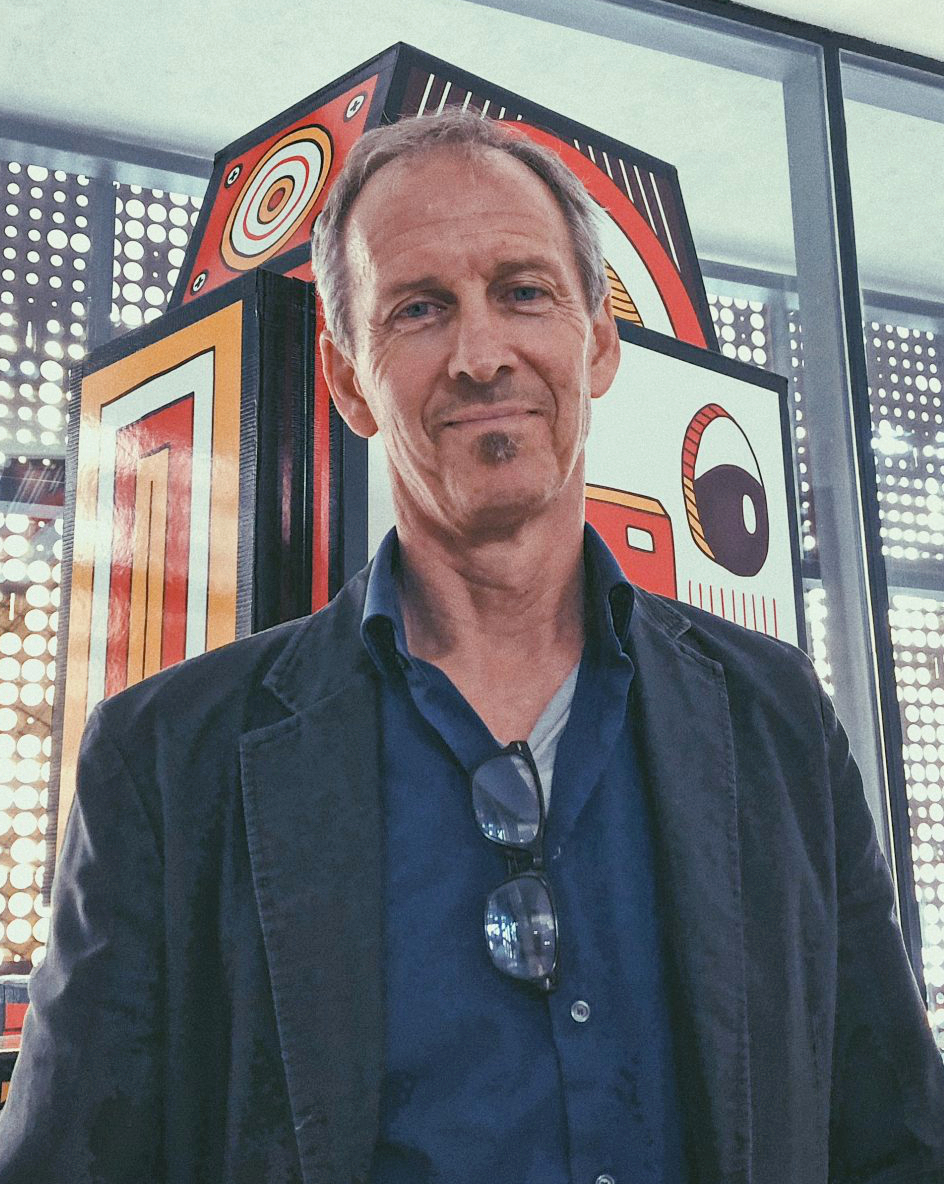
Feiss em 2018

David Michael Feiss (Sacramento, Califórnia, 16 de Abril de 1959) é um animador dos Estados Unidos da América, célebre por criar as séries de desenho animado A Vaca e o Frango (Cow and Chicken) e Eu Sou o Máximo (I Am Weasel). Feiss é amigo íntimo e pessoal de seu colega Genndy Tartakovsky, criador de O Laboratório de Dexter (Dexter's Laboratory) e Samurai Jack.
Feiss também é lembrado por ter animado alguns episódios de Dois Cachorros Bobos (2 Stupid Dogs).